# Jüdischer Friedhof (Hallenberg)
Der Jüdische Friedhof Hallenberg befindet sich in der Stadt Hallenberg im Hochsauerlandkreis in Nordrhein-Westfalen.
Der jüdische Friedhof liegt im kommunalen Friedhof an der Straße Langeloh (ehemals Vorderste Scheid), an der B 236 in Richtung Bromskirchen. Auf dem Friedhof, der von 1902 bis 1941 und dann wieder nach 1945 bis heute belegt wurde, befinden sich 15 Grabsteine. Der Friedhof ist in der Liste der Baudenkmäler in Hallenberg nicht eingetragen.

## Alter Friedhof
Der alte jüdische Friedhof, auf dem sich keine Grabsteine mehr befinden, lag ehemals zu Füßen des Kreuzberges an dem Fluss Weife, zwischen den heutigen Straßen Urberg und Röhrenweg. Er wurde von Anfang / Mitte des 17. bis Ende des 19. Jahrhunderts belegt.